# Большой Ингирь
Большой Ингирь — река в России, протекает по Костромской области. Правый приток Нельши.

## География
Река Большой Ингирь берёт начало в болотах неподалёку от нежилой деревни Медвежка. Течёт на юго-восток через берёзово-еловые леса. Впадает в Нельшу неподалёку от села Кужбал. Устье реки находится в 39 км по правому берегу реки Нельша. Длина реки составляет 39 км, площадь водосборного бассейна — 205 км².

## Данные водного реестра
По данным государственного водного реестра России относится к Верхневолжскому бассейновому округу, водохозяйственный участок реки — Унжа от истока и до устья, речной подбассейн реки — Бассей притоков Волги ниже Рыбинского водохранилища до впадения Оки. Речной бассейн реки — (Верхняя) Волга до Куйбышевского водохранилища (без бассейна Оки).
Код объекта в государственном водном реестре — 08010300312110000016454.